# Octopoteuthidae
La famiglia Octopoteuthidae S. S. Berry, 1912 è una famiglia di molluschi cefalopodi.

## Distribuzione e habitat
La famiglia è cosmopolita, sebbene più frequente in acque tropicali e subtropicali si spinge anche nelle zone boreali degli oceani. Almeno una specie (Octopoteuthis sicula) è presente regolarmente nel mar Mediterraneo mentre Taningia danae vi è stata segnalata una sola volta. Vivono nelle zone meso e batipelagica.

## Descrizione
Questi cefalopodi hanno aspetto relativamente tozzo con mantello ampio di forma approssimativamente conica e testa larga con grandi occhi che sporgono dal profilo del corpo. Il corpo è molle e quasi gelatinoso. Le pinne sono molto grandi, ampie e lunghe quanto il mantello negli adulti, fuse all'estremità del corpo. Le braccia portano una doppia serie di uncini immersi nel tegumento, le ventose sono piccole, biseriate e presenti solo all'estremità delle braccia. I tentacoli sono presenti nelle prelarve ma scompaiono nelle fasi successive e non sono presenti negli adulti. Sono presenti i fotofori sulla punta delle braccia o di alcune di esse e sparsi sul corpo. Il maschio non possiede un ectocotile ma ha un pene ben sviluppato.
Sono cefalopodi di dimensioni medie o grandi, Taningia danae è uno dei cefalopodi più grandi conosciuti e può superare 1,5 metri di lunghezza del solo mantello.

## Biologia

### Predatori
Vengono predati dai cetacei odontoceti, soprattutto dai capodogli, dei quali costituiscono una risorsa alimentare importantissima.

## Pesca
Non sono oggetto di pesca. Le carni contengono ammoniaca e non sono commestibili.

## Tassonomia
La scarsità di individui noti alla scienza, spesso mutilati e provenienti dal contenuto gastrico di cetacei e la somiglianza tra le varie specie fa si che la tassonomia di questo gruppo sia poco nota e che lo stesso numero di specie esistenti sia incerto.